# Yarra Ranges
Shire of Yarra Ranges is een Local Government Area (LGA) in Australië in de staat Victoria. Het maakt deel uit van de agglomeratie van Melbourne. Shire of Yarra Ranges telt 148.912 inwoners. Het bestuur zetelt in Lilydale.